# 헨리 슈얼
헨리 스웰(영어: Henry Sewell, 1807년 9월 7일 ~ 1879년 5월 14일)은 1856년 5월 7일부터 1856년 5월 20일까지 뉴질랜드의 초대 총리를 지낸 정치인이다.

## 어린 시절
영국의 와이트 섬에서 태어났으며, 그의 뉴질랜드와의 첫 접촉은 1853년 캔터버리 협회의 부의장으로 리틀턴 경의 아래 기초적 행정에 책임을 진 전임 임원이었다. 캔터버리 협회는 1852년 뉴질랜드 헌법 결의서가 통과된 이후에 협회 자신이 자산, 의무와 기능을 캔터버리 지방으로 이적시켰고, 슈얼은 이적을 효과시키기 위하여 뉴질랜드로 이주하였다.

## 정착 후의 경력
슈얼은 지방과 국가적의 양쪽 수준에서 재빨리 논쟁과 비난에 연루되었으나, 1853년 크라이스트처치를 위한 하원에 선출되었다. 1850년대의 시제 동안에 한손에 하원의 권력이, 그리고 다른 손에 쥐어진 총독의 권력은 결의서 아래에서 시험되었고, 슈얼은 그레이 총독을 괴롭혔다. 1856년 책임적인 정부가 인정되면서 슈얼은 2주일 간만 지속된에서 지도자가 되었으며, 초대 총리가 되었다.
스태퍼드 내각(1856~61) 동안에 슈얼은 영국에서 좋은 시간을 보냈다. 1860년 그는 다시 크라이스트처치를 위해 선출되었으나, 땅의 호적본서 장관이 되기 위해 사임하였다. 자신의 국회 생활 동안에 법무 장관, 입법부 의회의 지도자, 사법 장관, 식민주의 장관을 지냈다.

## 말년
1876년 영국으로 귀국한 후, 자신의 뉴질랜드에서 살아온 동안에 상대자들과 동료들이 어떤가에 대하여 자신이 만든 욕설적인 소감들에 의하여 반사된 자신의 개인적 일기들의 출판을 위한 편집을 하였다. 그러나 그 책은 1980년대까지 출판되지 않았다.

## 역대 선거 결과
| 선거명      | 직책명                              | 대수 | 정당   | 득표율   | 득표수 | 결과 | 당락                            |
| ----------- | ----------------------------------- | ---- | ------ | -------- | ------ | ---- | ------------------------------- |
| 1853년 선거 | 하원의원 (크라이스트처치 시 선거구) | 1대  | 무소속 | 64.21%   | 61표   | 1위  | 크라이스트처치 시 하원의원 당선 |
| 1855년 선거 | 하원의원 (크라이스트처치 시 선거구) | 2대  | 무소속 | 0%       | -표    | 1위  | 크라이스트처치 시 하원의원 당선 |
| 1860년 선거 | 하원의원 (크라이스트처치 시 선거구) | 2대  | 무소속 | 70.0%    | 77표   | 1위  | 크라이스트처치 시 하원의원 당선 |
| 1865년 선거 | 하원의원 (뉴플리머스 시 선거구)     | 3대  | 무소속 | 단독후보 | 무투표 | 1위  | 뉴플리머스 시 하원의원 당선     |